# كريستيانو باتشي
كريستيانو باتشي (بالإيطالية: Cristiano Bacci)‏ لاعب كرة قدم إيطالي في مركز الدفاع (ولد في 6 يوليو 1975 في فياريجيو) لعب نادي روما موسم 1992-1993.